# Compañía de Vela

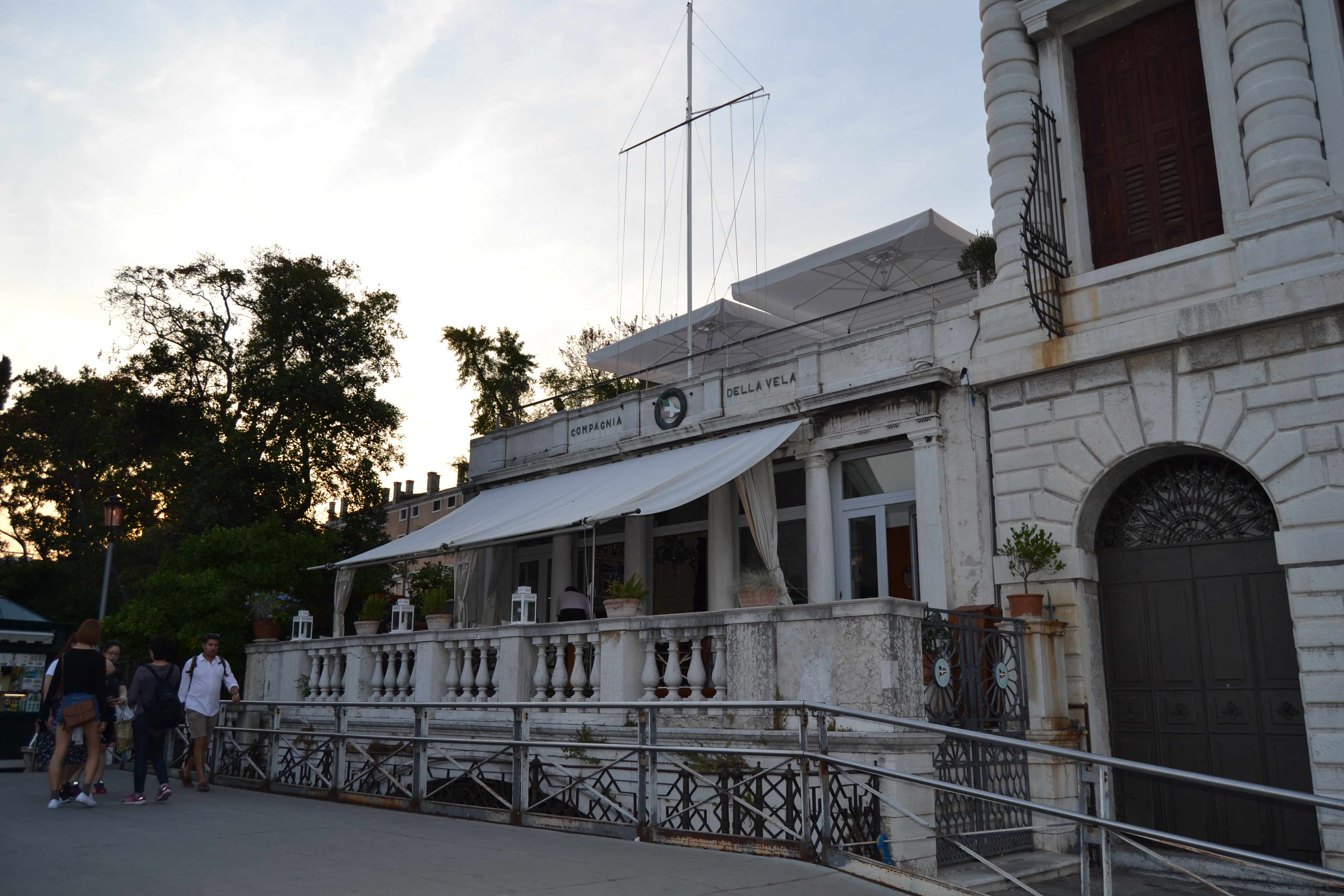
Sede social de la CDV en Venecia.

Compañía de Vela (Compagnia della Vela en idioma italiano y oficialmente) es un club náutico privado situado en Venecia (Italia). 

## Historia
Fundado el 5 de mayo de 1911 como Yacht Club Veneziano, cambió de nombre al actual en 1919. En 1933, el rey de Italia, Víctor Manuel III le concedió el privilegio de permitir a sus socios arbolar como pabellón nacional el pabellón de guerra de Italia, y le otorgó el título de "Real", pasando a denominarse Reale Compagnia della Vela, pero el cambio al régimen republicano en 1948 le retiró el título.
Su mayor logro deportivo ha sido ser el club desafiante en la Copa América de 1992, con el yate "Il Moro di Venezia", cayendo derrotado ante el Club de Yates de San Diego.
- Datos: Q3685010
- Multimedia: Compagnia della Vela (Venice) / Q3685010